# Lopatice
Lopatice su naseljeno mjesto u gradu Livnu, Federacija Bosne i Hercegovine, BiH.
Lopatice pripadaju župi Vidoši, smješteno je uz magistralnu cestu Livno - Tomislavgrad, 7 kilometara od središta Livna. Prvi put se spominju 1774. godine. Prva telefonska veza u vidoškom kraju uspostavljena je 1954. u Lopaticama.

## Stanovništvo

### 1991.
Nacionalni sastav stanovništva 1991. godine, bio je sljedeći:
ukupno: 281
- Hrvati- 274
- Jugoslaveni - 3
- ostali, neopredijeljeni i nepoznato - 4

### 2013.
Nacionalni sastav stanovništva 2013. godine, bio je sljedeći:
ukupno: 283
- Hrvati- 283